# Andrewsianthus
Andrewsianthus, rod jetrenjarki iz porodice Lophoziaceae, dio reda Jungermanniales. Pripada mu desetak vrsta a opisan je 1961.

## Vrste
1. Andrewsianthus aberrans (Nees & Mont.) Grolle
2. Andrewsianthus australis J.J. Engel
3. Andrewsianthus bilobus (Mitt.) Grolle
4. Andrewsianthus cavifolius Grolle & Váňa
5. Andrewsianthus cuspidatus R.M. Schust.
6. Andrewsianthus ferrugineus Grolle
7. Andrewsianthus hodgsoniae (R.M. Schust.) R.M. Schust. ex J.J. Engel
8. Andrewsianthus jamesonii (Mont.) Váňa
9. Andrewsianthus kilimanjaricus (S.W. Arnell) Grolle & Váňa
10. Andrewsianthus koponenii Váňa & Piippo
11. Andrewsianthus perigonialis (Hook. & Taylor) R.M. Schust.
12. Andrewsianthus scabrellus (C. Massal.) R.M. Schust. ex J.J. Engel
13. Andrewsianthus sphenoloboides (R.M. Schust.) R.M. Schust. ex J.J. Engel
14. Andrewsianthus squarrosus (S.W. Arnell) Grolle
15. Andrewsianthus zantenii Váňa